# 金姬真
金姬真（KIM Hee-Jin，1991年4月29日—），韓國女子排球運動員，現為韓國國家女子排球隊隊員。

## 簡歷
2012年7月，金姬真代表韓國出戰英國倫敦舉行的奥林匹克运动会女子排球比賽。

## 個人生活
金姬真生於體育世家，她的父親是田徑運動員，母親則是網球運動員。